# Meksykana czerwonoczelna
Meksykana czerwonoczelna, meksykanka czerwonoczelna (Rhynchopsitta pachyrhyncha) – gatunek średniej wielkości ptaka z rodziny papugowatych (Psittacidae). Jest endemiczna dla zachodniego Meksyku. Zagrożona wyginięciem. Rzadko spotykana w hodowlach.

## Systematyka
Opisana została w 1827 roku przez angielskiego ornitologa Williama Swainsona pod nazwą Macrocercus pachyrhynchus. Okaz, na podstawie którego opisano gatunek, pochodził z płaskowyżu w Meksyku. Nie wyróżnia się żadnych podgatunków.

## Występowanie
Jest endemiczna dla zachodniego Meksyku. Nie podejmuje dalszych wędrówek, jedynie koczuje. Dawniej bywała widziana w stanach Arizona i Nowy Meksyk w USA. Gatunek ponownie został prowadzony do południowej Arizony. Jej środowiskiem są lasy iglaste klimatu tropikalnego oraz umiarkowanego.

## Morfologia
Mierzy 38–43 cm. Waży około 300 g. Dominującą barwą w jej upierzeniu jest zieleń. Ma czerwone czoło, brew, zgięcia skrzydeł oraz nogawice. Charakterystyczna, żółtawa otoczka wokół oka. Dosyć duży, czarny dziób, początkowo jasny, potem ciemnieje. Szare nogi.

## Zachowanie
W trakcie koczowania przebywa w stadach liczących od kilku do kilkuset osobników. Odżywia się nasionami sosen, jagodami jałowców oraz żołędziami.

### Lęgi
Okres lęgowy trwa od lipca do sierpnia. Gniazdo umieszczone jest w dziupli w drzewie iglastym. Składa 1–4 jaj. Inkubacja trwa około miesiąca. Pisklęta są w pełni opierzone po 59–65 dniach.

## Status
Międzynarodowa Unia Ochrony Przyrody (IUCN) uznaje meksykanę czerwonoczelną za gatunek zagrożony (EN – Endangered) nieprzerwanie od 1994 roku. Ogólną populację szacuje się na około 2000–2800 dorosłych osobników, a zasięg występowania na około 67 100 km². Trend liczebności uznawany jest za silnie spadkowy ze względu na utratę i degradację siedlisk, zwłaszcza tych lęgowych.